# Theninger Toleranzbethaus

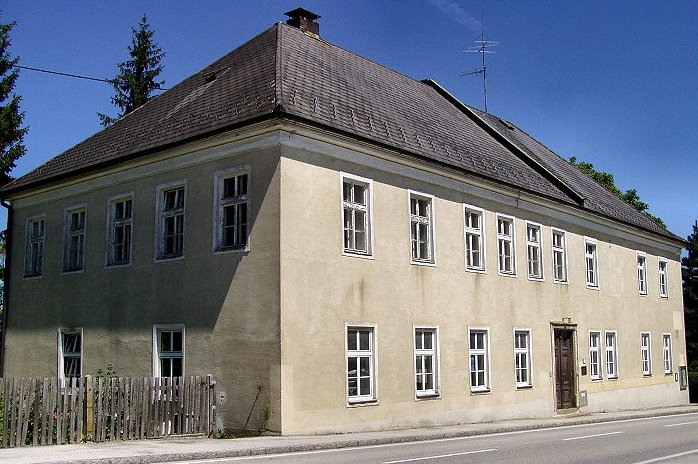
Toleranzbethaus in Thening

Das Theninger Toleranzbethaus ist ein Gebäude in Thening, das 1783/84 als Toleranzbethaus errichtet wurde. Nach Errichtung der Evangelischen Kirche im Feld in den 1850ern beherbergte es bis 1907 die evangelische Schule. Das Gebäude steht mit dem Titel Ehem. Schul- und Bethaus der evang. Gemeinde unter Denkmalschutz (Listeneintrag).

## Gemeinde
In Thening und speziell westlich davon gab es einen stark ausgeprägten Geheimprotestantismus. Im Jahr 1781 erließ  Kaiser Joseph II. das Toleranzpatent, welches die Gründung der Toleranzgemeinden ermöglichte. In Oberösterreich konstituierten sich 9 Toleranzgemeinden, darunter auch Thening. 1786 bekannten sich bereits 2449 Bewohner der Umgebung zum evangelischen Glauben. Von Thening aus wurden allerdings auch die evangelischen Christen in Linz bis zur Errichtung eines eigenen Bethauses 1841 (der heutigen Martin-Luther-Kirche) betreut. Dies schlägt sich auch im Wappen von Kirchberg-Thening nieder: Die Lutherrose darin ist Zeichen für die starke Tradition der evangelischen Kirche in Thening.

## Bauwerk

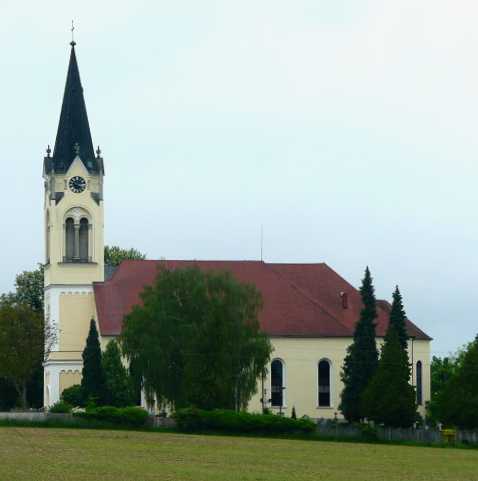
Evangelische Kirche im Feld (Nachfolgebau)

Durch das Toleranzpatent erhielten die Anhänger des evangelischen Glaubens das Recht, eigene Bethäuser zu errichten, die zunächst nach außen nicht wie Kirchen aussehen durften, also keinen Turm und keine Rundbogenfenster haben durften. Zwischen Mai 1783 und Jänner 1784 wurde daher auch in Thening ein Toleranz-Bethaus gebaut.
Zwischen Juni 1856 und Juni 1859 wurde als Nachfolgebau die Evangelische Kirche im Feld in neuromanischen Formen errichtet.
Nach der Fertigstellung der Kirche diente das einstige Bethaus bis 1907 der evangelischen Schule als Heimstätte.